# Olympische Sommerspiele 1956/Leichtathletik – Diskuswurf (Frauen)
Der Diskuswurf der Frauen bei den Olympischen Spielen 1956 in Melbourne wurde am 23. November 1956 im Melbourne Cricket Ground ausgetragen. 22 Athletinnen nahmen teil.
Olympiasiegerin wurde die Tschechoslowakin Olga Fikotová. Sie gewann vor Irina Begljakowa und Nina Ponomarjowa, beide aus der Sowjetunion.
Während Schweizer und österreichische Athletinnen nicht teilnahmen, gingen drei deutsche Diskuswerferinnen an den Start. Marianne Werner erreichte das Finale und wurde Zehnte. Anne-Chatrine Lafrenz und Almut Brömmel scheiterten in der Qualifikation.

## Rekorde

### Bestehende Rekorde

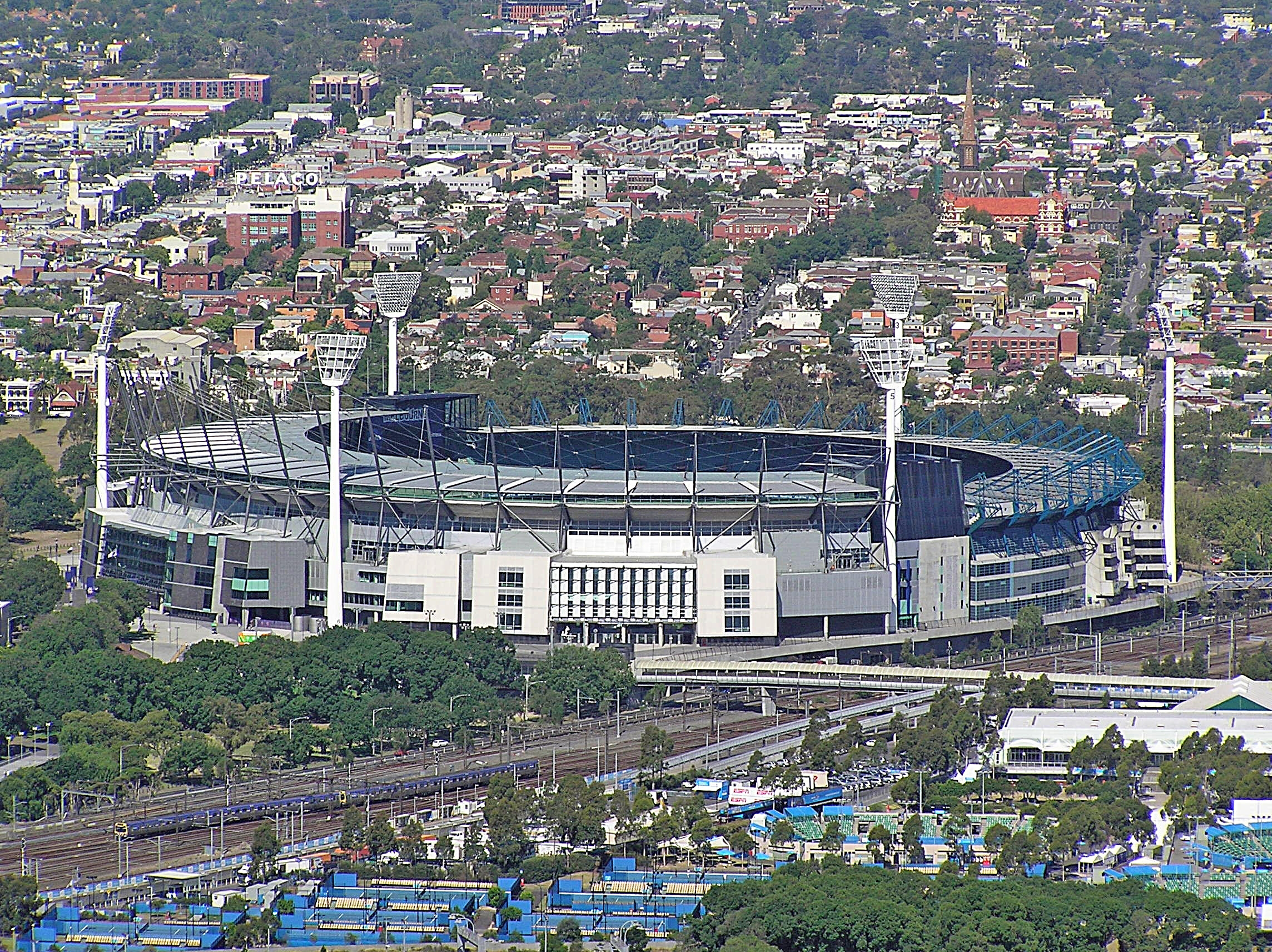
Melbourne Cricket Ground, Olympiastadion (hier im Jahr 2008)

| Weltrekord         | 57,04 m | Nina Dumbadse ( Sowjetunion)    | Tiflis, Sowjetunion (heute Georgien) | 18. Oktober 1952 |
| Olympischer Rekord | 51,42 m | Nina Ponomarjowa ( Sowjetunion) | Finale OS Helsinki, Finnland         | 20. Juli 1952    |

### Rekordverbesserungen
Der bestehende olympische Rekord wurde dreimal verbessert;
- 51,74 m – Irina Begljakowa (Sowjetunion), Finale am 23. November, erster Durchgang
- 52,54 m – Irina Begljakowa (Sowjetunion), Finale am 23. November, dritter Durchgang
- 53,69 m – Olga Fikotová (Tschechoslowakei), Finale am 23. November, fünfter Durchgang

## Durchführung des Wettbewerbs
Die Athletinnen traten am 23. November zu einer Qualifikationsrunde an. Die geforderte Qualifikationsweite von 42,00 Metern wurde von dreizehn Wettbewerberinnen – hellblau unterlegt – übertroffen. Damit war die für das Finalfeld vorgesehene Mindestzahl von zwölf Teilnehmerinnen erreicht und es musste nicht weiter aufgefüllt werden. Alle qualifizierten Werferinnen bestritten das am selben Tag stattfindende Finale. Die in der Qualifikationsrunde erzielten Resultate wurden für den weiteren Wettkampfverlauf nicht mitgewertet. Im Finale standen jeder Athletin zunächst drei Versuche zu. Die besten sechs Finalistinnen konnten dann weitere drei Versuche machen.

## Zeitplan
23. November, 10:00 Uhr: Qualifikation

23. November, 16:10 Uhr: Finale
Anmerkung: Alle Zeiten sind als Ortszeit von Melbourne angegeben. (UTC + 10)

## Legende
Kurze Übersicht zur Bedeutung der Symbolik – so üblicherweise auch in sonstigen Veröffentlichungen verwendet:
| – | verzichtet |
| x | ungültig   |

## Qualifikation

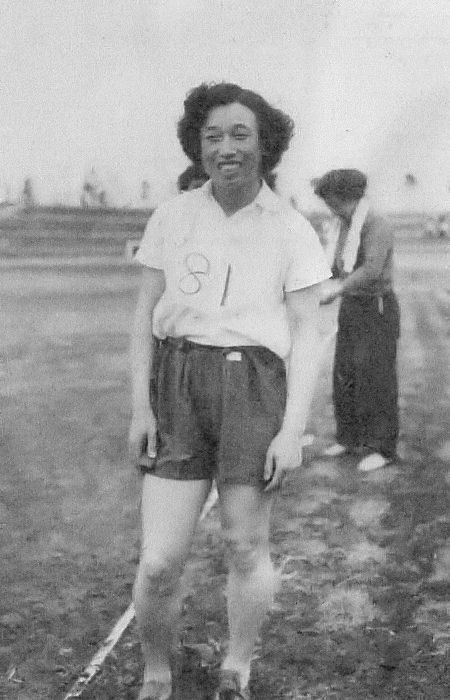
Toyoko Yoshino – ausgeschieden mit 40,91 m

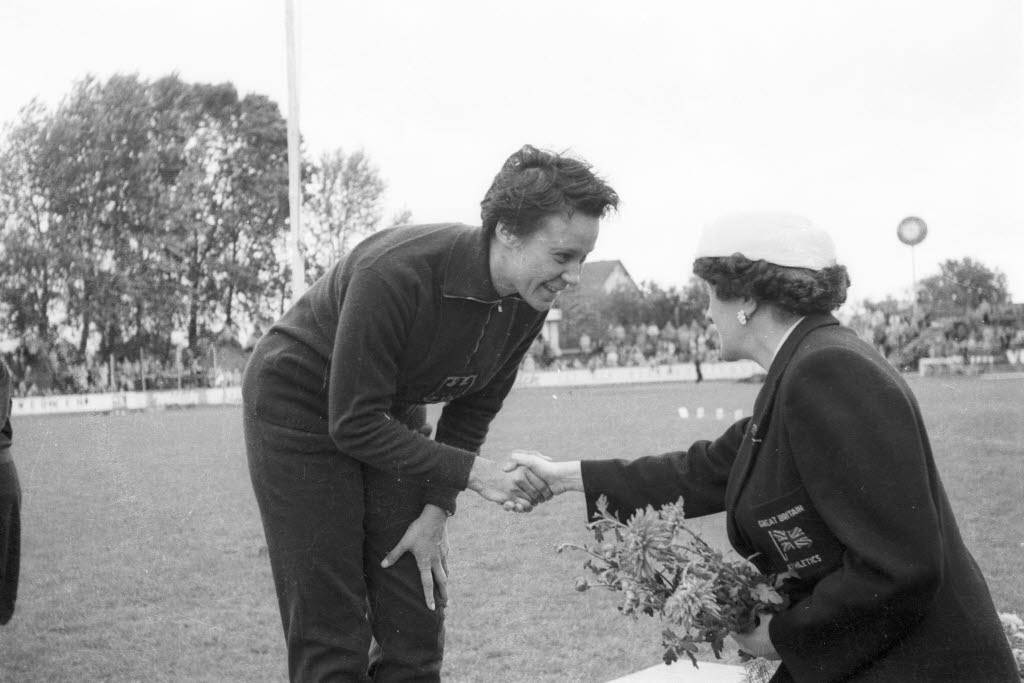
Almut Brömmel (auf dem Podest bei einer Siegerehrung 1957) – erfolgreicher eigentlich als Speerwerferin – ausgeschieden mit 35,47 m

Datum: 23. November 1956, 10:00 Uhr
| Platz | Name                  | Nation           | 1. Versuch | 2. Versuch | 3. Versuch | Resultat |
| ----- | --------------------- | ---------------- | ---------- | ---------- | ---------- | -------- |
| 1     | Olga Fikotová         | Tschechoslowakei | 28,60 m    | 50,77 m    | –          | 50,77 m  |
| 2     | Nina Ponomarjowa      | Sowjetunion      | 48,34 m    | –          | –          | 48,34 m  |
| 3     | Irina Begljakowa      | Sowjetunion      | 40,77 m    | 47,65 m    | –          | 47,65 m  |
| 4     | Štěpánka Mertová      | Tschechoslowakei | 40,51 m    | 46,26 m    | –          | 46,26 m  |
| 5     | Jiřina Vobořilová     | Tschechoslowakei | 44,62 m    | –          | –          | 44,62 m  |
| 6     | Earlene Brown         | USA              | 43,90 m    | –          | –          | 43,90 m  |
| 6     | Albina Jelkina        | Sowjetunion      | 43,90 m    | –          | –          | 43,90 m  |
| 8     | Lia Manoliu           | Rumänien         | 43,87 m    | –          | –          | 43,87 m  |
| 9     | Isabel Avellán        | Argentinien      | 40,91 m    | 43,66 m    | –          | 43,66 m  |
| 10    | Marianne Werner       | Deutschland      | 40,78 m    | 43,41 m    | –          | 43,66 m  |
| 11    | Paola Paternoster     | Italien          | 42,88 m    | –          | –          | 42,88 m  |
| 12    | Nada Kotlušek         | Jugoslawien      | 40,73 m    | 42,45 m    | –          | 42,45 m  |
| 13    | Lois Jackman          | Australien       | 39,25 m    | 41,68 m    | 42,21 m    | 42,21 m  |
| 14    | Suzanne Allday        | Großbritannien   | 39,39 m    | 38,89 m    | 41,45 m    | 41,45 m  |
| 15    | Anne-Chatrine Lafrenz | Deutschland      | 33,72 m    | 41,18 m    | 41,16 m    | 41,18 m  |
| 16    | Toyoko Yoshino        | Japan            | 40,77 m    | 36,47 m    | 40,91 m    | 40,91 m  |
| 17    | Shirley Cotton        | Australien       | 37,74 m    | 40,76 m    | 39,36 m    | 40,76 m  |
| 18    | Pamela Kurrell        | USA              | 38,01 m    | 40,49 m    | 39,92 m    |          |
| 19    | Jacqueline MacDonald  | Kanada           | 33,77 m    | 33,93 m    | 40,41 m    | 40,41 m  |
| 20    | Marjorie Larney       | USA              | 39,91 m    | 38,04 m    | x          | 39,91 m  |
| 21    | Val Lawrence          | Australien       | 33,84 m    | 38,76 m    | 36,61 m    | 36,61 m  |
| 22    | Almut Brömmel         | Deutschland      | x          | x          | 35,47 m    | 35,47 m  |

## Finale
Datum: 23. November 1956, 16:10 Uhr
| Platz | Name              | Nation           | 1. Versuch | 2. Versuch | 3. Versuch | 4. Versuch                                   | 5. Versuch                                   | 6. Versuch                                   | Endresultat | Anmerkung |
| ----- | ----------------- | ---------------- | ---------- | ---------- | ---------- | -------------------------------------------- | -------------------------------------------- | -------------------------------------------- | ----------- | --------- |
| 1     | Olga Fikotová     | Tschechoslowakei | 46,56 m    | 50,09 m    | 52,04 m    | 52,28 m                                      | 53,69 m OR                                   | 49,98 m                                      | 53,69 m     | OR        |
| 2     | Irina Begljakowa  | Sowjetunion      | 51,74 m OR | 51,01 m    | 52,54 m OR | 50,32 m                                      | 48,22 m                                      | 48,31 m                                      | 52,54 m     |           |
| 3     | Nina Ponomarjowa  | Sowjetunion      | 51,03 m    | 51,61 m    | 50,17 m    | 47,22 m                                      | 52,02 m                                      | 51,10 m                                      | 52,02 m     |           |
| 4     | Earlene Brown     | USA              | 51,35 m    | 42,55 m    | x          | 000x                                         | 40,45 m                                      | 44,79 m                                      | 51,35 m     |           |
| 5     | Albina Jelkina    | Sowjetunion      | 47,87 m    | x          | 48,20 m    | 45,18 m                                      | 45,45 m                                      | 47,92 m                                      | 48,20 m     |           |
| 6     | Isabel Avellán    | Argentinien      | 46,73 m    | 44,84 m    | 42,69 m    | 46,31 m                                      | 43,88 m                                      | 44,35 m                                      | 46,73 m     |           |
|       |                   |                  |            |            |            |                                              |                                              |                                              |             |           |
| 7     | Jiřina Vobořilová | Tschechoslowakei | 45,57 m    | x          | 45,84 m    | nicht im Finale der besten sechs Werferinnen | nicht im Finale der besten sechs Werferinnen | nicht im Finale der besten sechs Werferinnen | 45,84 m     |           |
| 8     | Štěpánka Mertová  | Tschechoslowakei | 41,96 m    | 45,78 m    | 43,41 m    | nicht im Finale der besten sechs Werferinnen | nicht im Finale der besten sechs Werferinnen | nicht im Finale der besten sechs Werferinnen | 45,78 m     |           |
| 9     | Lia Manoliu       | Rumänien         | 43,90 m    | 43,76 m    | 42,72 m    | nicht im Finale der besten sechs Werferinnen | nicht im Finale der besten sechs Werferinnen | nicht im Finale der besten sechs Werferinnen | 43,90 m     |           |
| 10    | Marianne Werner   | Deutschland      | 43,34 m    | 41,89 m    | 000x       | nicht im Finale der besten sechs Werferinnen | nicht im Finale der besten sechs Werferinnen | nicht im Finale der besten sechs Werferinnen | 43,34 m     |           |
| 11    | Paola Paternoster | Italien          | 42,83 m    | 40,89 m    | 000x       | nicht im Finale der besten sechs Werferinnen | nicht im Finale der besten sechs Werferinnen | nicht im Finale der besten sechs Werferinnen | 42,83 m     |           |
| 12    | Nada Kotlušek     | Jugoslawien      | 41,79 m    | 39,89 m    | 42,16 m    | nicht im Finale der besten sechs Werferinnen | nicht im Finale der besten sechs Werferinnen | nicht im Finale der besten sechs Werferinnen | 42,16 m     |           |
| 13    | Lois Jackman      | Australien       | 40,84 m    | 40,28 m    | 40,64 m    | nicht im Finale der besten sechs Werferinnen | nicht im Finale der besten sechs Werferinnen | nicht im Finale der besten sechs Werferinnen | 40,84 m     |           |

Favoritin war die Olympiasiegerin von 1952 und Europameisterin von 1954, Nina Ponomarjowa. 1952 in Helsinki war sie noch unverheiratet unter ihrem Namen Nina Romaschkowa gestartet. Ihrer Landsfrau Irina Begljakowa, Vizeeuropameisterin von 1954, wurden gute Medaillenchancen eingeräumt.
Begljakowa ging dann auch mit einem neuen Olympiarekord im ersten Versuch in Führung, den sie mit ihrem dritten Wurf gleich noch einmal verbesserte. Die Tschechoslowakin Olga Fikotová, Qualifikationsbeste, kam nun bis auf einen halben Meter heran. Hinter ihr, wiederum knapp einen halben Meter zurück, lag Ponomarjowa auf Rang drei. Im fünften Durchgang gab es dann einen Führungswechsel. Fikotová verbesserte Begljakowas Olympiarekord um über einen Meter und sicherte sich so den Sieg. Die beiden sowjetischen Werferinnen erhielten die Silber- und Bronzemedaille.
Olga Fikotová war die erste tschechoslowakische Olympiasiegerin im Diskuswurf der Frauen.
Erst im Juni 1955 hatte sie damit begonnen, den Diskuswurf als Wettkampfsport zu betreiben. Sie war zuvor Mitglied der tschechoslowakischen Basketballnationalmannschaft, wechselte jedoch ganz zur Leichtathletik. Später heiratete sie den US-amerikanischen Hammerwerfer Hal Connolly, der in Melbourne ebenfalls Olympiasieger wurde.

Olympiasiegerin Olga Fikotová (Foto aus dem Jahr 1960)
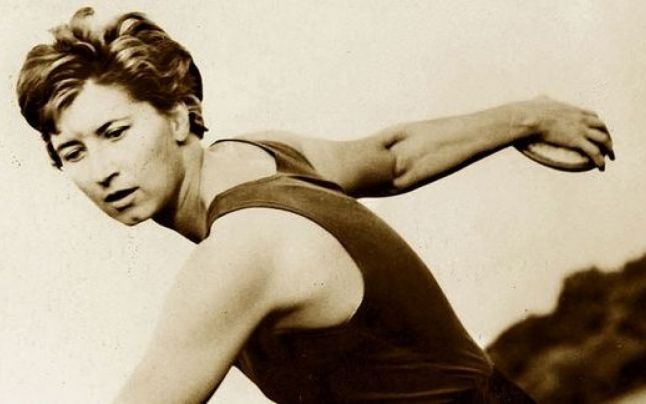
Lia Manoliu – zwölf Jahre später Olympiasiegerin – belegte Rang neun
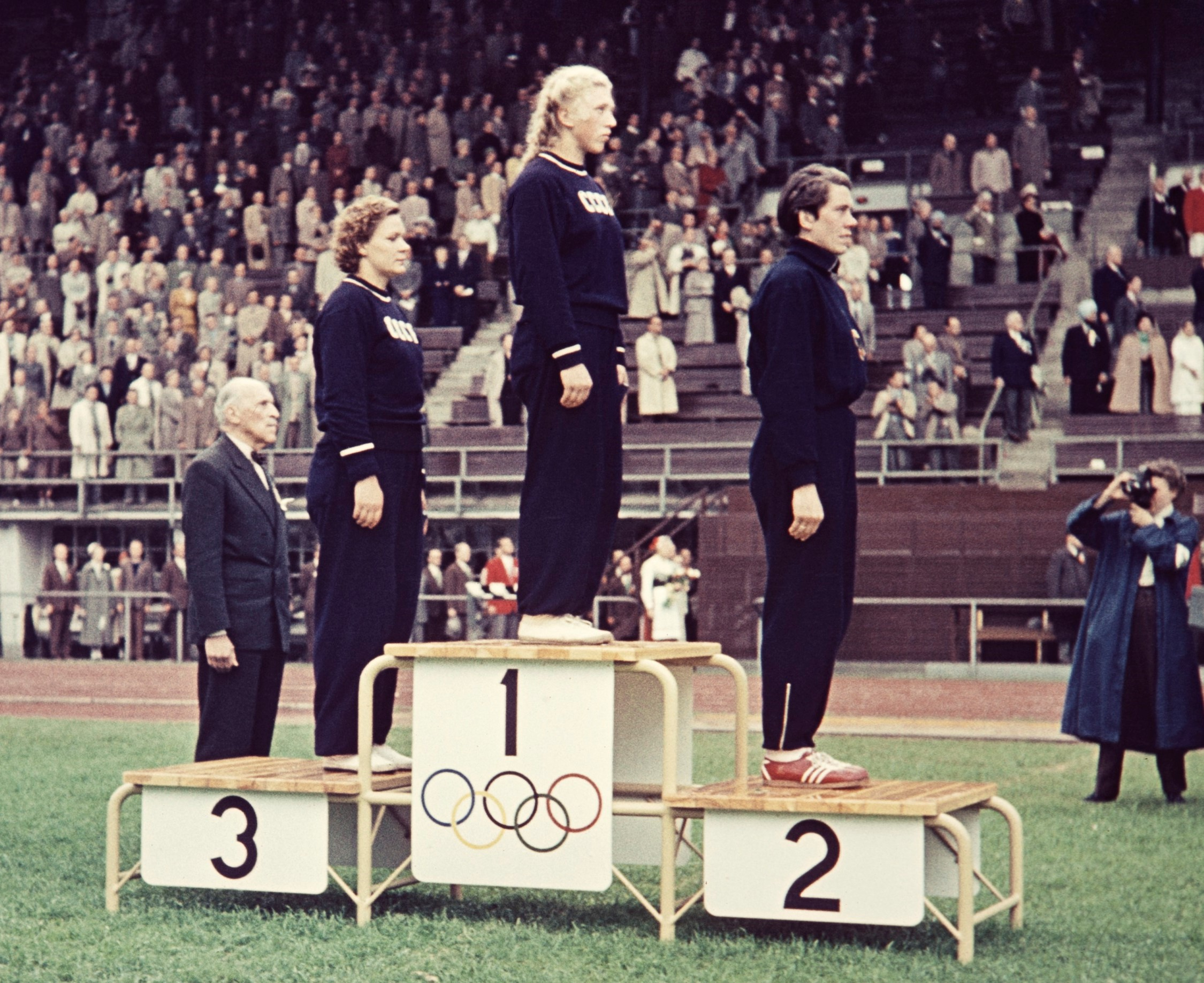
Die Kugelstoß-Dritte Marianne Werner (hier rechts bei der Siegerehrung im Kugelstoßen 1952, als sie Olympiasilber gewonnen hatte) kam auf den elften Platz
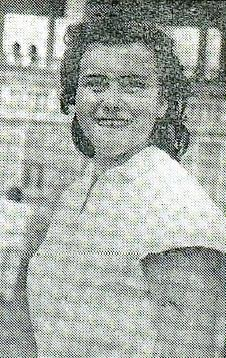
Nada Kotlušek erreichte Platz zwölf

## Video
- Melbourne 1956 Official Olympic Film - Part 4 | Olympic History, Bereich: 0:00 min bis 1:15 min, youtube.com, abgerufen am 20. August 2021